# ماه دیوانه (فیلم)
ماه دیوانه (به انگلیسی: Crazy Moon) فیلمی محصول سال ۱۹۸۷ و به کارگردانی آلان ایستمن است. در این فیلم بازیگرانی همچون کیفر ساترلند، ونسا وان، پیتر اسپنسر، شان مک‌کان و تری هاکس ایفای نقش کرده‌اند.